# Eugene Ngaïkosset

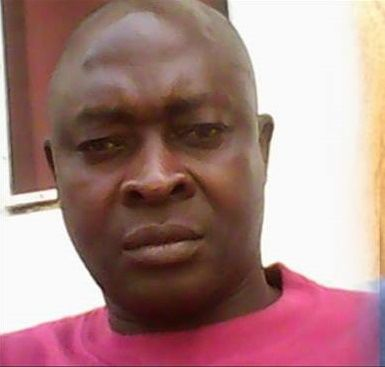

Eugene Barret Ngaïkosset é um ex-membro das Forças Armadas Centro-Africanas e líder do anti-balaka, preso em 2021 por seus crimes de guerra.

## Vida
Nasceu a 8 de Outubro de 1967 em Bossangoa. Anteriormente uma criança sem-teto, ele foi treinado no acampamento militar de Karako em Bangui. De 1996 a 1998 foi capitão da milícia Karako. Depois de ser integrado às forças armadas por seu tio François Bozizé, fugiu com o seu tio para o Chade em 28 de maio de 2001 após uma tentativa fracassada de golpe contra o presidente Ange-Félix Patassé. Depois do golpe de Estado de Bozizé em 2003, tornou-se um oficial das Forças Armadas Centro-Africanas (FACA).

### Guerra civil (2005-2009)
Em 2005, Ngaïkosset, então tenente, era chefe de unidade da guarda presidencial sediada em Bossangoa. Ele cometeu vários ataques contra civis leais ao Exército Popular para a Restauração da República e da Democracia. Em fevereiro de 2006, sua unidade matou 30 aldeões na área de Bemal, atirando aleatoriamente contra eles. A 22 de março de 2006, unidades por ele chefiadas decapitaram um professor na aldeia do Bemal. Em fevereiro de 2007, a Human Rights Watch documentou 51 assassinatos atribuídos a ele. Foi apelidado de "açougueiro de Paoua".

### Guerra civil (2012-presente)
Quando os rebeldes da Seleka entraram em Bangui em 24 de março de 2013, ele fugiu para a República Democrática do Congo. Em novembro mudou-se para Camarões, onde foi preso em 1 de dezembro de 2013. Em abril de 2014, foi emitido um mandado de prisão contra si por seus crimes de guerra. Em 12 de maio de 2015, foi libertado e deportado para a República Centro-Africana. Após sair do avião, foi colocado na sede da Seção de Pesquisa e Investigação (SRI), onde desapareceu em circunstâncias desconhecidas em 17 de maio de 2015. Ele criou seu próprio grupo anti-balaka, composto por ex-membros das FACA. Ele foi um dos principais perpetradores da violência que eclodiu em Bangui no final de setembro de 2015.
Na noite de 27 para 28 de setembro de 2015, Ngaïkosset e outros fizeram uma tentativa frustrada de atacar o acampamento da gendarmeria “Izamo” e roubar armas e munições. No dia 28 de setembro, o grupo cercou a sede da rádio nacional da República Centro-Africana. No dia 1 de outubro, ocorreu uma reunião no bairro PK5 entre Ngaïkosset e Haroun Gaye, líder da Frente Popular para o Renascimento da República Centro-Africana (FPRC), com o objetivo de planejar um ataque conjunto a Bangui em 3 de outubro. Em 8 de outubro, o Ministro da Justiça da República Centro-Africana anunciou planos para investigá-lo e a outros indivíduos por suas responsabilidades nos ataques. Em dezembro de 2015, ele foi sancionado pela ONU e pelo Departamento de Controle de Ativos Estrangeiros do Departamento do Tesouro dos Estados Unidos.
Em 4 de setembro de 2021, foi preso no PK22 em Bangui e transferido para a sede da Seção de Pesquisa e Investigação.  Em 10 de setembro foi formalmente acusado por um juiz de crimes contra a humanidade.